# Las abandonadas
Las abandonadas és una pel·lícula mexicana de 1945 dirigida per Emilio Fernández i protagonitzada per Dolores del Río i Pedro Armendáriz. Forma part de l'anomenat moviment indigenista de l'anomenada Època d'Or del cinema mexicà.

## Sinopsi
Al Mèxic de 1914, Margarita (Dolores del Río) és una dona de poble que és seduïda i abandonada per Julio (Víctor Junco). En ser deshonrada és tirada de la seva casa familiar pel seu pare i malviurà a Mèxic on té al seu fill i cau en la prostitució. Conforme el nen va creixent ella va afermant-se en la seva professió fins a arribar a comptar amb clients de diners que la coneixen com Margot. Un bon dia arriba el General Juan Gómez (Pedro Armendáriz) a la casa on treballa Margot i en conèixer-la s'enamora d'ella de manera fulminant i aquesta mateixa nit se l'emporta a viure amb ell. Juan tracta a la seva amant com una reina, li compra una casa enorme i l’omple de luxes, però la manté vigilada, fins que un bon dia li retira l'escorta per descobrir amb qui es carteja perquè sospita que l'enganya. Margot, sentint-se lliure, visitarà al seu fill que viu amb una antiga amiga d'ella anomenada Gualupita (Lupe Inclán) sense saber que Juan la segueix d'amagat. Quan torna a la seva casa Juan li demana matrimoni i li confessa que ha descobert el seu secret i li ofereix ser el pare del seu fill.
Margot està boja de felicitat i a punt de reunir una família amb l'home que l'adora i amb el seu petit i envoltada de luxes quan de sobte una nit en què va al teatre amb Juan, aquest és aprehès i assassinat per la policia en intentar resistir-se. Aquí descobreix que Juan no era general sinó el cap de la Banda de l'Automòbil Gris i la policia la involucra com a còmplice, al grau de condemnar-la a vuit anys de presó. Ella accepta la pena i només demana que la deixin portar personalment al seu fill a l'orfenat.
En complir la seva condemna, vuit anys després, Margot surt de presó i al costat de Gualupita va directament a recollir al seu fill a l'orfenat per a portar-l'ho a viure amb ella. El director (Arturo Soto Rangel) de l'orfenat al saber del seu passat es nega a lliurar-l'hi perquè veu un brillant avenir per al noi i sent que Margot el truncarà. Quan Margot comprova que el director té raó quant als talents del seu fill no solamentel deixa al director, sinó que quan s'entrevista amb el noi li oculta que ella és la seva mare i per contra li diu que ha mort.
Margarita busca infructuosament treball i acaba tornant a la prostitució, però aquesta vegada al carrer on a poc a poc va descendint en la desesperació fins a convertir-se en una lladre, però sempre amb els diners que pot aconseguir fa el mateix: enviar-li-ho a Gualupita perquè continuï pagant l'educació del seu fill i aconsegueixi ser un gran advocat i home de bé. I en efecte, pocs anys després el seu fill, Margarito (Víctor Junco), es converteix en advocat i guanya un famós cas que el converteix en tota una personalitat. Margot assisteix al judici de manera anònima i el veu triomfar i en acostar-se a ell en el tumult del festeig pel seu triomf el li regala una moneda que ella valora per ser la prova que va aconseguir fer del seu fill un gran advocat i home de bé.

## Repartiment
- Dolores del Río: Margarita Pérez
- Pedro Armendáriz: Juan Gómez
- Paco Fuentes: Jutge
- Víctor Junco: Julio Cortázar / Margarito
- Arturo Soto Rangel: Llicenciat tartamut
- Charles Rooner: Home a cantina
- Lupe Inclán: Gualupita
- Fanny Schiller: Ninón
- Alfonso Bedoya: Gertrudis López, assistent
- Maruja Grifell: Francesa
- Alejandro Cobo: Policia
- Armando Soto La Marina: Fotògraf
- José Elías Moreno: Membre de jurat
- Lauro Benítez
- Elba Álvarez
- Josefina Romagnoli: Marta Ramírez
- Jorge Landeta: Margarito adolescent
- Joaquín Roche hijo: Margarito infant
- Jorge Treviño: Rielero
- Fernando Fernández: Funcionari

## Dades i curiositats
Des de la seva concepció, Las abandonadas va ser un projecte fílmic accidentat. La incertesa amb la qual Fernández havia iniciat la seva relació amb Films Mundiales s'havia transformat en una confiança una miqueta excessiva, si s'ha de jutjar pel seu cada vegada més freqüent involucrament en la redacció dels guions de les seves pel·lícules.
Mentre l’ “Indio” barrejava històries que havia vist en la pantalla amb esdeveniments de l'època revolucionària va sobrevenir la inesperada malaltia del productor Fink. Un núvol de pessimisme va aombrar els preparatius del rodatge, el pressupost del qual depassava ja el milió de pesos, bona part d'ells invertits en el costosíssim vestuari que un famós dissenyador de Hollywood va confeccionar per al lluïment de Dolores del Río. Finalment, els esforços per salvar la vida de Fink van ser inútils i el productor va morir tres setmanes abans d'iniciar la filmació.
El novembre de 1944, Las abandonadas estava llesta per a estrenar-se quan va sobrevenir la prohibició de la seva exhibició. El llavors cap del Departament de Censura Cinematogràfica, dependent de la Secretaría de Gobernación, va declarar que havia suggerit a Fernández i a Films Mundiales col·locar un subtítol que indiqués que la trama succeïa "En el turbulent Mèxic de 1914."
L'incident es va resoldre gràcies a la intervenció de periodistes i crítics cinematogràfics, qui van assenyalar la incongruència de prohibir l'exhibició d'un film el guió del qual havia estat revisat i autoritzat per les mateixes autoritats censores. Finalment, al març de 1945 -i afavorida per l'escàndol- Las abandonadas va ser estrenada amb gran èxit de públic.
Aquest film ocupa el lloc 93 dins de la llista de les 100 millors pel·lícules del cinema mexicà, segons l'opinió de 25 crítics i especialistes del cinema a Mèxic, publicada per la revista Somos el juliol de 1994.

## Premis i reconeixements

### Premi Ariel(1946)
| Categoria               | Persona              | Resultat   |
| ----------------------- | -------------------- | ---------- |
| Millor Pel·lícula       | Millor Pel·lícula    | Nominada   |
| Millor Director         | Emilio Fernández     | Nominat    |
| Millor Actriu           | Dolores del Río      | Guanyadora |
| Millor Actor            | Pedro Armendáriz     | Nominat    |
| Millor Edició           | Gloria Schoemann     | Nominada   |
| Millor So               | Jesús González Gancy | Nominada   |
| Millor Actor de Quadre  | Arturo Soto Rangel   | Nominat    |
| Millor Actriu de Quadre | Fanny Schiller       | Nominada   |